# Aasta Hansteen

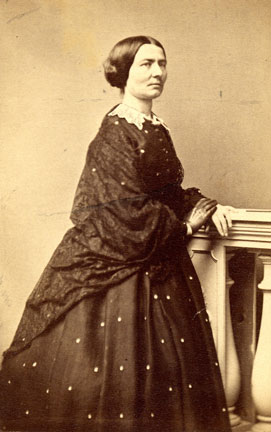
Aasta Hansteen (1863)

Aasta Hansteen (* 10. Dezember 1824 in Oslo, damals Kristiania; † 13. April 1908 ebenda) war eine norwegische Malerin, Schriftstellerin und frühe Feministin.

## Leben
Sie war Tochter einer dänischen Mutter und von Christopher Hansteen, einem Professor für Astronomie und Geophysik an der Osloer Universität. Ihre künstlerische Ausbildung begann sie 1840 während zweier Jahre in Kopenhagen. Von 1849 bis 1852 lebte sie in Düsseldorf, damals ein bevorzugter Ausbildungsort für skandinavische Maler und bekannt für die Düsseldorfer Malerschule. Schon 1855 wurden Werke von ihr während der Pariser Weltausstellung gezeigt.
Nach ihrer Rückkehr nach Oslo setzten sich ihre Erfolge fort. Sie galt zu dieser Zeit als die einzige Porträtmalerin in der Stadt. Zu den bedeutendsten Werken aus dieser Zeit gehört ein Porträt ihres Vaters, das heute im Nationalmuseum Oslo hängt.
Vom allgemeinen Interesse überwältigt, zog sie sich schließlich für mehrere Jahre in die Provinz Telemark zurück. Dort begann sie, sich mit norwegischen Dialekten zu beschäftigen. Nach ihrer Rückkehr nach Kristiana/Oslo nahm sie ein Studium bei dem Linguisten Ivar Aasen auf. 1862 veröffentlichte sie dann anonym ein kleines Büchlein in Nynorsk mit dem Titel Skrift og Umskrift i Landsmaalet und wurde damit zur ersten Frau, die eine Publikation in dieser Sprache veröffentlichte.

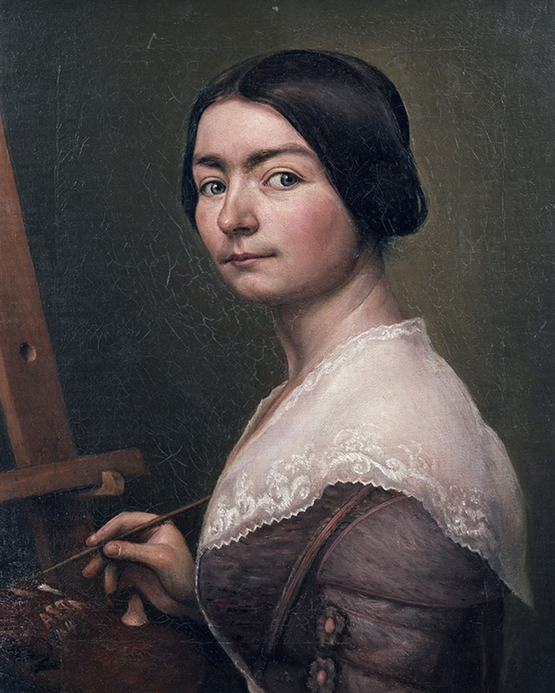
Selbstporträt 1844

1880 emigrierte Hansteen in die Vereinigten Staaten, wo sie neun Jahre verbrachte. Nach ihrer Rückkehr in Norwegen engagierte sie sich besonders für die Gleichberechtigung der Frauen. Als eine starke und manchmal auch widersprüchliche Persönlichkeit stand sie Modell für die Lona Hessel in Henrik Ibsens Stück Stützen der Gesellschaft ebenso wie für die Hauptfigur in Gunnar Heibergs Tante Ulrike. Sie galt als männerfeindlich und wurde den stadtbekannten Originalen ihrer Heimatstadt zugerechnet. Ihr Grab auf dem Vår-Frelsers-Gravlund-Friedhof in Oslo ziert auch heute noch eine Büste des bedeutenden Bildhauers Gustav Vigeland.
Nach ihr wurde das Aasta-Hansteen-Erdgasfeld und -fördergebiet benannt.